# Rotterdamse Kunstkring
De Rotterdamsche Kunstkring (RKK) was een vereniging in de Nederlandse stad Rotterdam, voor en van kunstenaars en kunstliefhebbers. Onder de leden waren beeldende kunstenaars, architecten, schrijvers, voordrachtskunstenaars, fotografen, musici en vormgevers.
De vereniging werd naar voorbeeld van de Haagse Kunstkring in 1893 opgericht door Jean Browne, Henry Haverkorn van Rijsewijk, Pieter Cornelis de Moor, Frans Netscher, Willem Royaards, Jan Cornelis de Vos en Derk Wiggers. De Kunstkring vestigde zich in Hotel du Passage op de Korte Hoogstraat en verhuisde in 1899 naar de Witte de Withstraat 35. De Kunstkring organiseerde diverse tentoonstellingen, zowel groepstentoonstellingen rond bepaalde thema's als solotentoonstellingen van specifieke kunstenaars. Hun debuuttentoonstelling was er een rond Jacob en Willem Maris en kort daarop volgde ook een tentoonstelling rond Jozef Israëls.
Het gebouw aan de Witte de Withstraat overleefde het bombardement op Rotterdam en zou in 1962 worden verkocht aan de gemeente Rotterdam. Gedurende de wederopbouw raakte ondernemer en kunstliefhebber Ludo Pieters nauw betrokken bij de Kunstkring. Eerst als bestuurslid (1953) en vanaf 1955 als voorzitter, dit bleef hij tot de vereniging in 1969 werd opgeheven.
- Library of Congress Control Number: nr98041218
- Système universitaire de documentation: 261933493
- Virtual International Authority File: 153268885